# Who’s That Chick?
Who’s That Chick? ist ein Lied des französischen DJs David Guetta im Duett mit der barbadischen Sängerin Rihanna. Es wurde am 22. November 2010 als Download-Single veröffentlicht. Das Lied erscheint auf der Wiederveröffentlichung von Guettas One Love, One More Love. Es wurden vier Musikvideos gedreht: das erste Video zeigt die Handlung mit Rihanna am Tag, das zweite Video in der Nacht. In der dritten Version wurde die Day Version mit David Guetta veröffentlicht, während die vierte Version ein Lyrikvideo ist.

## Hintergrund und Musikvideo
Who’s That Chick wurde am 22. November 2010 als erste Single von One More Love in Deutschland, Österreich, der Schweiz und den Vereinigten Staaten veröffentlicht, am 28. November erschien sie im Vereinigten Königreich.
Am 17. September wurde der von David Guetta produzierte Song Who’s That Chick zusammen mit dem Video geleakt, am 19. Oktober 2010 wurde das Video anlässlich einer Werbekampagne des Chips-Herstellers Doritos in einer Night und in der bereits bekannten Day Version offiziell veröffentlicht. David Guetta gab bekannt, dass der Song auf seinem Remixalbum One More Love enthalten und seine nächste Single sein wird, welche am 26. November 2010 erschien. David Guetta hat in beiden Versionen des Videos keine Auftritte. Im deutschen Raum wurde eine dritte Version als Video veröffentlicht. Dieses ist ein Lyricsvideo das zum ersten Mal beim deutschen Musiksender VIVA ausgestrahlt worden ist. Zu dem Lyricsvideo gibt es im deutschen die Day Version des Videos mit David Guetta.
Regie führte der Schwede Jonas Åkerlund, der u. a. bereits Videos für Lady Gaga, Madonna, Britney Spears und Rammstein realisierte.

## Kommerzieller Erfolg

### Chartplatzierungen
| ChartsChartplatzierungen       | Höchstplatzierung | Wochen |
| ------------------------------ | ----------------- | ------ |
| Deutschland (GfK)              | 6 (38 Wo.)        | 38     |
| Frankreich (SNEP)              | 5 (28 Wo.)        | 28     |
| Österreich (Ö3)                | 4 (27 Wo.)        | 27     |
| Schweiz (IFPI)                 | 8 (33 Wo.)        | 33     |
| Vereinigte Staaten (Billboard) | 51 (9 Wo.)        | 9      |
| Vereinigtes Königreich (OCC)   | 6 (36 Wo.)        | 36     |

| ChartsJahrescharts (2010) | Platzierung |
| ------------------------- | ----------- |
| Deutschland (GfK)         | 90          |

| ChartsJahrescharts (2011)    | Platzierung |
| ---------------------------- | ----------- |
| Deutschland (GfK)            | 45          |
| Frankreich (SNEP)            | 16          |
| Österreich (Ö3)              | 35          |
| Schweiz (IFPI)               | 31          |
| Vereinigtes Königreich (OCC) | 43          |

### Auszeichnungen für Musikverkäufe
| Land/Region                  | Auszeichnungen für Musikverkäufe (Land/Region, Auszeichnung, Verkäufe) | Verkäufe  |
| ---------------------------- | ---------------------------------------------------------------------- | --------- |
| Australien (ARIA)            | 2× Platin                                                              | 140.000   |
| Belgien (BRMA)               | Gold                                                                   | 15.000    |
| Dänemark (IFPI)              | Gold                                                                   | 45.000    |
| Deutschland (BVMI)           | Gold                                                                   | 150.000   |
| Finnland (IFPI)              | Gold                                                                   | 3.083     |
| Frankreich (SNEP)            | —                                                                      | 155.000   |
| Italien (FIMI)               | Gold                                                                   | 15.000    |
| Neuseeland (RMNZ)            | Platin                                                                 | 15.000    |
| Österreich (IFPI)            | Gold                                                                   | 15.000    |
| Schweden (IFPI)              | Platin                                                                 | 40.000    |
| Spanien (Promusicae)         | Gold                                                                   | 20.000    |
| Vereinigtes Königreich (BPI) | Platin                                                                 | 600.000   |
| Insgesamt                    | 7× Gold · 5× Platin ·                                                  | 1.213.083 |

Hauptartikel: David Guetta/Auszeichnungen für Musikverkäufe